# 올드 옐러
올드 옐러(Old Yeller)는 미국에서 제작된 로버트 스티븐슨 감독의 1957년 가족, 드라마, 모험, 서부 영화이다. 도로시 맥과이어 등이 주연으로 출연하였다.
이 영화는 문화적, 역사적, 미적 중요성으로 인해 미국 의회도서관에 의해 미국 국립영화등기부의 보존물로 선정되었다.

## 출연

### 주연
- 도로시 맥과이어
- 페스 파커

### 조연
- 제프 요크
- 척 코너스
- 비버리 워시번
- 토미 커크
- 케빈 코코런
- 스파이크

## 제작진
- 원작자: 프레드 깁슨
- 세트: 에밀 쿠리
- 세트: 프레드 M. 맥클린
- 의상: 거트루드 케이시
- 의상: 척 킨
- Ass-PD: 빌 앤더슨